# Peru-Wachteltaube

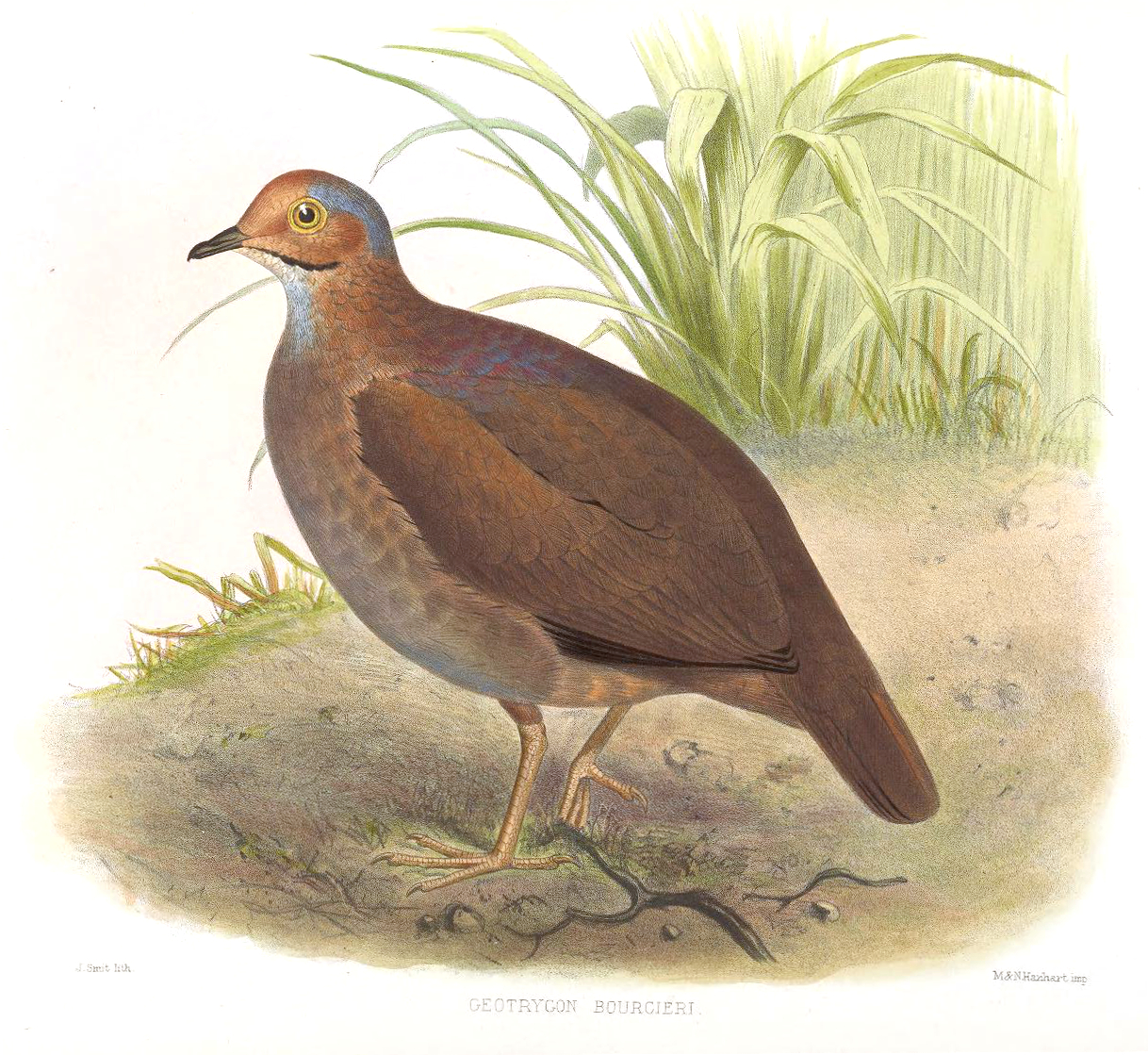
Peru-Wachteltaube, Illustration

Die Peru-Wachteltaube (Geotrygon frenata, Syn.: Zentrygon frenata), auch Zügeltaube genannt, ist eine Art der Taubenvögel. Innerhalb der Gattung der Amerikanischen Erdtauben ist dies die größte Art. Sie kommt ausschließlich in Südamerika vor. Sie gilt als in ihrem Bestand nicht gefährdet.

## Erscheinungsbild
Die Peru-Wachteltaube erreicht eine Körperlänge von bis zu 33 Zentimetern. Es ist eine große, langschwänzig und kompakt gebaute Erdtaube, die in ihrer Größe den Dolchstichtauben entspricht. Sie ist allerdings etwas langbeiniger. Ein Geschlechtsdimorphismus existiert nicht. 
Das Gesicht und der Vorderkopf sind mauverosa. Der Oberkopf ist grau. Durch das Gesicht verlaufen zwei schwarze schmale Streifen. Ein Streifen verläuft von der Schnabelbasis über das Auge zum Nacken. Ein zweiter darunter von der Wange bis zu den Ohrflecken. Der Hals, der Rücken und die Flügeldecken sind dunkelrotbraun. Der Mantel ist violettrötlich. Die Handschwingen sind dunkel olivbraun. Die Brust ist bräunlich grau. Der Bauch und die Unterschwanzdecken sind kräftig gelbbraun. Die Iris ist rötlichbraun. Der Schnabel ist dunkelgrau bis schwarz. Die Füße sind rötlich.

## Verbreitung und Lebensraum
Das Verbreitungsgebiet erstreckt sich in einem schmalen Band über den Westen Südamerikas. Dieses verläuft von Kolumbien über Ecuador, Peru und Bolivien. Die Art kommt auf beiden Seiten der Zentralanden vor. Der Lebensraum sind feuchte, primäre Bergwälder in Höhen zwischen 1.500 und 2.300 Meter über NN. Vereinzelt kommt sie auch bereits in Höhen ab 900 Höhenmetern vor. Die Art ist auf ein weitgehend intaktes Untergehölz angewiesen und reagiert empfindlich auch auf vereinzelten Holzeinschlag.

## Lebensweise
Die Peru-Wachteltaube ist ein Standvogel. Es ist eine insgesamt scheue und unauffällige Taube, die auch bei Bedrohung eher ins dichte Unterholz läuft als auffliegt. Sie lebt überwiegend einzeln oder in Paaren. Die Nahrung sucht sie ausschließlich auf dem Boden. Das Nahrungsspektrum besteht aus Sämereien und kleinen Früchten sowie vermutlich auch Insekten und deren Larven. Die Fortpflanzungszeit variiert in Abhängigkeit vom Verbreitungsgebiet.
Die Balz findet auf dem Boden statt. Das Männchen verfolgt zunächst das Weibchen, duckt sich dann, wenn er sie eingeholt hat, in dem er in den Fersen einknickt, auf den Boden. Das Männchen sträubt dann das Bürzelgefieder und stößt mit seinem geschlossenen Schnabel tiefe, brummende Laute aus. Bei seinen Zuchtpaaren konnte der Halter Alois Münst eine weitere, für Tauben ungewöhnliche Balzgeste beobachten. Ein auf einem Ast stehendes Männchen hob immer wieder ein Bein an und klopfte damit derbe auf das Holz. Dabei wurde der Schwanz auf und nieder geschlagen, wobei der Schwanz in der Abwärtsphase gespreizt wurde.
Das Gelege besteht aus zwei Eiern. Die Brutzeit beträgt 14 Tage. Die Jungvögel sind nach 19 bis 20 Tagen flügge.

## Haltung in menschlicher Obhut
Von der Peru-Wachteltaube kamen 1974 bis 1984 insgesamt 13 Exemplare nach Deutschland und Belgien. Die Erstzucht in Deutschland erfolgte 1979 durch den Wildtaubenexperten Alois Münst.

## Belege

### Weblink
- Zentrygon frenata in der Roten Liste gefährdeter Arten der IUCN 2013.2. Eingestellt von: BirdLife International, 2012. Abgerufen am 4. Januar 2014.